# Betalningsvillkor
Betalningsvillkor är ett avtalsvillkor som anger när och hur en betalning ska göras. I det fall betalning sker mot faktura kallas dagen för tidpunkten förfallodag.
I konsumentsammanhang är det vanligaste betalningsvillkoret kontant, och då kallas fakturan istället för kontantnota eller kvitto. I det fall parterna inte avtalat om betalningsvillkor så framgår detta av lagstiftning.
Betalningsvillkor 30 dagar (netto) betyder att fakturan ska betalas 30 dagar efter fakturans datum, parterna måste även avtala tidpunkt för fakturans utställande. Andra vanliga betalningsvillkor är 15, 60 och 90 dagar. Sedan mars 2013 gäller dock normalt att en fordran mellan företag skall betalas senast inom 30 dagar.
Det förekommer också andra typer av betalningsvillkor, till exempel "10 dagar 2 %, 30 dagar netto" vilket innebär att fakturan kan betalas inom 10 dagar med 2 % rabatt, eller inom 30 dagar utan rabatt (netto).

## Netto
Uttrycket 30 dagar netto är en ålderdomlig term sedan den tid då kassarabatter var vanliga. Det innebar att kunden inte kunde räkna med någon kassarabatt om han eller hon betalade tidigare än förfallodagen. Idag kan man lika gärna skriva enbart 30 dagar.